# Aleksandr Kumaniczkin
Aleksandr Siergiejewicz Kumaniczkin (ros. Александр Сергеевич Куманичкин, ur. 26 sierpnia 1920 w miejscowości Bałanda (obecnie Kalininsk w obwodzie saratowskim), zm. 24 października 1983 w Woroneżu) – radziecki lotnik wojskowy, generał major lotnictwa, Bohater Związku Radzieckiego (1944).

## Życiorys
Urodził się w rodzinie robotniczej. Od 1930 mieszkał w Moskwie, skończył 7 klas, pracował w fabryce obuwia, uczył się w aeroklubie. W 1938 został powołany do Armii Czerwonej, w 1939 ukończył wojskowo-lotniczą szkołę pilotów w Borisoglebsku i został w niej lotnikiem-instruktorem, w maju 1941 został dowódcą eskadry Sił Wojskowo-Powietrznych Moskiewskiego Okręgu Wojskowego. Od lata 1941 brał udział w wojnie z Niemcami, w 1942 został włączony w skład 943 pułku lotnictwa myśliwskiego na Froncie Południowym i Północno-Kaukaski, w kwietniu 1943 przeniesiono go do 927 pułku na Froncie Woroneskim, a w lipcu 1943 do 40 pułku lotnictwa myśliwskiego. Walczył w bitwie pod Kurskiem, w bitwach nad Biełgorodem, Charkowem i o Dniepr, później na 1 Froncie Ukraińskim, m.in. w operacji berlińskiej. Podczas wojny wykonał łącznie 300 lotów bojowych i stoczył 70 walk powietrznych, w których zestrzelił osobiście 31 samolotów i 4 w grupie. W 1946 został dowódcą pułku myśliwskiego w Moskiewskim Okręgu Wojskowym, brał udział w paradach powietrznych nad Placem Czerwonym, w 1947 skończył wyższe kursy oficerskie, w końcu lat 40. popadł w konflikt z dowódcą Sił Wojskowo-Powietrznych Moskiewskiego Okręgu Wojskowego Wasilijem Stalinem i przeniesiony na Sachalin jako zastępca dowódcy pułku lotnictwa myśliwskiego, a później jego dowódca. Od czerwca 1951 do lutego 1952 brał udział w wojnie w Korei jako zastępca dowódcy i od października 1951 dowódca 303 Dywizji Lotnictwa Myśliwskiego 64 Korpusu Lotnictwa Myśliwskiego, 11 września 1952 strącił amerykański myśliwiec (w literaturze pojawiają się stwierdzenia o 4 lub nawet 6 zwycięstwach Kumaniczkina w Korei). W 1954 ukończył Wyższą Akademię Wojskową im. Woroszyłowa i został szefem 4 Centrum Przysposobienia Bojowego Sił Wojskowo-Powietrznych w Woroneżu, w 1960 uległ wypadkowi, w związku z czym w 1961 został zwolniony do rezerwy w stopniu generała majora.

## Odznaczenia
- Złota Gwiazda Bohatera Związku Radzieckiego (13 kwietnia 1944)
- Order Lenina
- Order Czerwonego Sztandaru (sześciokrotnie)
- Order Czerwonej Gwiazdy (dwukrotnie)

Ponadto medale.